# Formación Lomas Coloradas
Lomas Coloradas es una formación geológica del Mesozoico de México. Los restos de dinosaurios son los fósiles que han sido recuperados de la formación, a pesar de que solo unos cuantos han sido referidos a un género concreto.

## Dinosaurios
| Dinosaurios reportados de la Formación Lomas Coloradas | Dinosaurios reportados de la Formación Lomas Coloradas | Dinosaurios reportados de la Formación Lomas Coloradas | Dinosaurios reportados de la Formación Lomas Coloradas | Dinosaurios reportados de la Formación Lomas Coloradas | Dinosaurios reportados de la Formación Lomas Coloradas | Dinosaurios reportados de la Formación Lomas Coloradas |
| Género                                                 | Especie                                                | Ubicación                                              | Posición Estratigráfica                                | Material                                               | Notas | Imágenes                                               |
| ------------------------------------------------------ | ------------------------------------------------------ | ------------------------------------------------------ | ------------------------------------------------------ | ------------------------------------------------------ | --- | ------------------------------------------------------ |
| Tyrannosaurus?                                         | T. rex?                                                |                                                        |                                                        |                                                        | Un tiranosáurido. También presente en las formaciones Hell Creek, Denver, Ferris, Frenchman, Javelina, Livingston, McRae, North Horn, Scollard, y Willow Creek. |                                                        |